# 호세 아브레우
호세 다리엘 아브레우 코레아(스페인어: José Dariel Abreu Correa, 1987년 1월 29일~)는 쿠바의 야구 선수이자, 미국 메이저 리그에 소속된 휴스턴 애스트로스의 1루수이며 역대 아메리칸리그 순수 신인 최다홈런(2014년 36개) 기록을 보유하고 있다.